# Radu Stanca
Radu Stanca (n. 5 martie 1920, Sebeș — d. 26 decembrie 1962, Cluj) a fost un dramaturg, poet, eseist și regizor de teatru român.

## Cronologie bio-bibliografică
Radu Stanca a fost fiul Mariei (născută Munteanu) și al lui Sebastian Stanca, preot.  A fost nepotul lui Dominic Stanca, iar scriitorul Horia Stanca i-a fost frate. Rudă apropiată cu teatrologul și criticul Ion Vartic.
1920, 5 martie - se naște Radu Stanca, mezinul familiei , în orașul Sebeș, în casa de pe str. Sicolorum nr. 53 (astăzi localul Școlii generale nr. 3).
1927 - Radu Stanca este înscris în clasa I-a primară a Școlii de aplicație de pe lângă Școala Normală de învățători din Cluj
1930 - elev în clasa I-a B de la Liceul "G. Barițiu" din Cluj (Matricola Lic. "G. Barițiu", 1930/31, vol. I, f. 107). În timpul școlarității l-a avut ca director pe scriitorul Alex. Ciura (până în 1936) iar ca profesor de lb. română pe criticul Ion Chinezu; mediile de absolvire ale celor opt clase de liceu sunt onorabile; conferința profesorală intervine de două ori în situația lui școlară
1932 - în "Universul Copiilor", nr. 15, p. 226, apare Legenda peștilor "culeasă de Radu Stanca"
1935, 15 ian. - apare revista școlară "Mâine", "artă-literatură". Directori: Vladimir Zlătaru și Radu Stanca; tânărul "director" semnează în p. 4 prima sa poezie, "mi-e dor"; după acest debut precoce și până în 1945, R. Stanca va publica versuri, articole, eseuri etc. în: "Națiunea Română", "Pagini literare" (Turda), "Lanuri" (Mediaș), "Afirmarea" (Satu-Mare), "Familia" (Oradea - seria III), "Gând românesc", "Symposion", "Luceafărul", "Universul literar", "Vremea", "Curțile dorului", "Claviaturi", "Kalende", "Revista cercului literar" etc
1938 -  Radu Stanca își ia bacalaureatul cu media 8,50 fiind clasificat al doilea din 57 de candidați; se înscrie la Facultatea de litere și filosofie din Cluj
1940, 3 aprilie - premiera cu "O scrisoare pierdută" de I. L. Caragiale, jucată de "studenții în litere", în regia prof. univ. Liviu Rusu; prima apariție pe scenă a lui Radu Stanca în rolul lui Farfuridi
1941 - apare la Sibiu "Curțile dorului" (nr. 1 ian. și nr. 2-4 februarie-aprilie) - revistă de literatură a studenților în litere și filosofie. Redactor responsabil: Radu Stanca; pentru scurt timp, Radu Stanca este redactorul paginii culturale a ziarului "Țara" (Sibiu, 1942+1944, dir. Grigore Popa)
1942 - Radu Stanca își ia licența în litere și filosofie, calificată "magna cum laude", cu o dizertație despre Problema cititului
1943 - este numit suplinitor în postul de asistent de la catedra de filosofie a culturii, condusă de Lucian Blaga
1945 ian. - iunie-august, apare la Sibiu "Revista Cercului Literar", revistă lunară de literatură, filosofie și artă. Redactor: I. Negoițescu, iar Radu Stanca se numără printre colaboratori
1945 oct. - Radu Stanca rămâne la Sibiu, ca profesor de "Introducere în estetica teatrului" la Conservatorul popular (până în 1949)
1947 - lui Radu Stanca i se decernează Premiul "Sburătorul" pentru piesa de teatru în manuscris "Dona Juana"
1949 - 13 febr. - premiera piesei "Căsuța din câmpie"de S. Marșak, primul spectacol semnat de Radu Stanca, încadrat pe atunci numai asistent de regie; 17 aug. - primește numirea de regizor
- printr-o activitate stăruitoare, de excepțională vocație și concepție artistică, R.Stanca a jucat un rol de primă însemnătate în dezvoltarea și afirmarea colectivului sibian, până în 1961
- printre cele mai importante spectacole puse în scenă în această perioadă amintim "Gaițele" de Al. Kirițescu - în patru montări diferite, "O scrisoare pierdută" de I. L. Caragiale - în trei montări diferite, "Hagi Tudose" de B. Delavrancea, "Mirandolina" (Hangița) de C. Goldoni etc.
1951 - 9 iunie - se căsătorește cu Dorina Ghibu, actriță de la Teatrul Național din Cluj; este numit profesor la recent înființata Școală Populară de Artă din Sibiu
1952 - se decernează Premiul de Stat cls. III, pentru spectacolul cu Hagi Tudose de B. Delavrancea, unui colectiv de la Teatrul de Stat din Sibiu compus din: C. Sincu, R. Stanca ("laureat al Premiului de Stat"), C. Rădulescu, N. N. Matei și S. Mușatescu (premiera a avut loc în 1951)
1954 - 24 sept. - se naște Barbu Stanca, unicul fiu al scriitorului
1956 - 1 oct. - se înființează, la insistențele lui Radu Stanca, secția germană a teatrului de Stat din Sibiu
1957 - revine masiv în publicistică - începuturi sporadice încă din 1946/47 - cu versuri, articole, eseuri, aforisme etc. în: "Tribuna", "Contemporanul", "Steaua", "Viața românească", "Scrisul bănățean" etc.
1961 - 1 oct.- Radu Stanca este numit prim-regizor la Teatrul Național din Cluj
1962 - montează, în această calitate, ultimele sale spectacole: "D-ale carnavalului" de I. L. Caragiale (februarie) și "Unchiul Vania" se A. P. Cehov (noiembrie); agravarea bolii îl obligă să se interneze de trei ori, pe perioade mai lungi, în Clinica de boli pulmonare din Cluj; 26 decembrie, Radu Stanca se stinge din viață, la clinica de boli pulmonare din Cluj, în vârstă de 42 de ani
1963 - 14 iunie - moare Barbu Stanca, fiul scriitorului, în vârstă de 9 ani
1965 - apare monografia Ștefan Braborescu, Ed. Meridiane, Col. "Figuri de seamă ale teatrului românesc"

## Biografie
A absolvit Facultatea de Litere și Filosofie a Universității Regele Ferdinand din Cluj în anul 1942. 
În timpul războiului, Facultatea de Litere a Universității din Cluj s-a refugiat la Sibiu. Aici a luat ființă Cercul literar de la Sibiu. După modelul lui Eugen Lovinescu care la cenaclul Sburătorul a pus bazele Modernismului interbelic, Cercul a încercat să salveze tradiția literaturii române, dar a fost repede lichidat de prigoana comunistă din anii 50.  Membrii lui au fost denumiți ulterior de criticii și istoricii literari membrii generației pierdute. 
A fost, pe rând, asistent al lui Lucian Blaga la catedra de filosofie a culturii, profesor de estetică a teatrului, la Sibiu, redactor, actor, regizor. A făcut parte din Cercul literar de la Sibiu, alături de Ștefan Augustin Doinaș, Dan Constantinescu, Deliu Petroiu, Alexandru Cucu, Viorica Guy Marica, Eugen Todoran, Ion Negoițescu, Ion Desideriu Sârbu, Ioanichie Olteanu, Cornel Regman, Nicolae Balotă, Victor Iancu, Henri Jacquier, Wolf von Aichelburg, ș.a.
În poezie a teoretizat baladescul (în eseul Resurecția baladei (1945)) și a fost adeptul poeziei pure, ruptă de contextul social.

## Debut
A debutat în presă încă de la vârsta de 12 ani, în anul 1932, în cadrul revistei “Universul Copiilor” cu lucrarea sa intitulată “Legenda Peștilor”.
A debutat în 1943 cu eseul critic Problema cititului, lucrare ce a constituit, totodată, teza sa de licență în anul 1942, pe care a susținut-o la Sibiu

## Radu Stanca, baladist
În realitate, după cum demonstrează propria-i creație poetică, Radu Stanca a relevat capacitatea baladei – specie prin excelență a genului epic – de „a se deghiza“ în spațiile lirico-dramatice, cultivând trinomul baladesc: 
1. lamentația (eroului cu fruntea pe-o limită tragică: Lamentația Ioanei d’Arc pe rug, Lamentația poetului pentru iubita sa, Nocturnă, Pistolul, Tristețe înainte de luptă, Un cneaz valah la porțile Sibiului etc.) – 
2. alegoria-legendară (povestea întâmplării / evenimentului la cea mai înaltă tensiune: Baladă studențească, Buffalo Bill, Douăsprezece umbre, Fata cu vioara, Regele visător, Trandafirul și călăul, Trenul fantomă, Turn înecat, Vraja vrăjilor etc.) – 
3. dramaticul eroic (adică Balada celor șapte focuri, Balada lacrimei de aur, Capul de fată, Cea mai frumoasă floare, Coșmarul tiranului, Domnița blestemată, Infidelul, Mică baladă de dragoste, Pajul cu părul de aur, Răzbunarea șarpelui, Sfatul țării, Spada regelui etc.). 
Criticul Nicolae Balotă sublinia faptul că «balada nu e pentru Radu Stanca un pretext istoric sau nu devine – pe plan tematic – o narațiune, ci un lied scenic; poetul se închipuie Un cneaz valah la porțile Sibiului, atât de vrăjit de coralul fecioarelor cetății, încât nu simte cum un dușman îl înjunghie; în alt poem ascultă un cântec misterios de orgă, transpus la 1707; într-o baladă studențească își bănuiește sfârșitul cântând moartea unui student inventator de visuri și practicant de alchimii erotice...» (Poezia, I, p.392). Dar balada care „l-a impus“, care a rămas în memoria „cerchiștilor“ și a contemporanilor săi, îndeosebi, prin presentimentul thanatic de după „fantastica mască“ a eroului / autorului, este «Corydon»: Sunt cel mai frumos din orașul acesta, / Pe străzile pline când ies n-am pereche, / Atât de grațios port inelu-n ureche / Și-atât de-nflorite cravata și vesta, / Sunt cel mai frumos din orașul acesta. // (...) // C-un tainic creion îmi sporesc frumusețea, / Fac baie în cidru de trei ori pe noapte / Și-n loc de scuipat am ceva ca un lapte, / Pantofi cu baretă mi-ajută sveltețea / Și-un drog scos din sânge de scroafă noblețea. 
Marele câștig al poeziei românești datorat resurecției Cercului literar de la Sibiu, îndeosebi lui Radu Stanca, Ștefan Augustin Doinaș ș. a., constă în extinderea sferei baladescului de la o „scară națională“ la o „scară planetară / cosmică“. Ilustrativă în acest sens este și balada Turn înecat, turnul simbolizând axis mundi, având în crucea-i celestă o crăiasă adormită „de două mii de ani“, Runa, un soi zeiesc de „sămânță a lumii“, sortit a rodi după „cataclism“ (aluzie, poate, chiar al doilea război mondial): Turnul dormea-ntre ape liniștit / Și numai câteodată fețe sumbre / Se abăteau sub zidul lui tihnit, / Să-l tulbure cu sulițe și umbre. // Picior de om cu toate-acestea nu-i / Calcă spirala scării, unde Runa, / Sâmburul viu și pur, Regina lui, / De două mii de ani dormea întruna. // (...) // Furtună mare însă se lăsă / Odată-asupra lui, și-atunci, sălbatic, / Intrând pe geamuri, valul o fură / Și-o duse-n dar oceanului molatic. // Tot aplecându-și trupul ca un trunchi / S-o caute-n abise, de pe maluri, / Turnul căzu-ntr-o seară în genunchi / Și se-aruncă de dorul ei în valuri...

Asemanarea Poetului cu un Borges atât ulterior, Ficțiunile și Poeziile borgesiene, în permanentă reluare: Aurul tigrilor, O Roza și Milton,Tigrii,albastri, Trandafirul, Endimion în Latmos - motive baladești, romantice, ori germanice,- în principiu un Borges postcristalizare, & un Stanca post Stalingrad 1942, cât și contemporani - independenți, dar congruenți - este izbitoare.

## Opere
- Dona Juana (1947),
- Ștefan Braborescu (1965),
- Versuri (1966),
- Teatru (1968),
- Acvariu (1971),
- Poezii (1973),
- Roman epistolar (1978),
- Versuri (1980),
- Doti (versuri, Editura Paralela 45, 2001),
- Turnul babel (teatru, Editura Paralela 45, 2002),

## Volumul "Versuri", 1980
Volumul “Versuri” apărut în anul 1980 la editura Dacia, este un volum cuprinzător, punând la dispoziție 280 de poezii ale scriitorului. Este cea mai amplă selecție de poezii ale sale, apărută până acum.
Volumul este împărțit în două mari părți: prima parte, cu un număr de 192 de poezii, cuprinde sumarul unui volum ce a fost proiectat de autor. Tocmai de aceea, volumul de față respect însemnele poetului cu strictețe, împărțind materialul pe cicluri, având următoarea succesiune, conform însemnărilor făcute de însuși Radu Stanca în manuscrisul său: Ars Doloris, Baladele Regelui, Fumul ruinilor, Argonaut cosmic, Cina cea de dragoste. Poezia “Doti” este așezată în fruntea ciclurilor, conform însemnării autorului.
Cea de a doua parte intitulată “Addenda” cuprinde 88 de poezii. Această parte este la rândul ei împărțită în două secțiuni: poezii publicate în periodice, neincluse în proiectul în stadiu de manuscris al lui Radu Stanca și o secțiune cu texte inedite, selectate din manuscrisele sale.

## Corespondența cu Ion Negoițescu
În timpul facultății, la Cluj, Radu Stanca a legat o prietenie cu criticul și istoricul literar Ion Negoițescu, prietenie ce după terminarea facultății, când Radu Stanca a rămas la Sibiu iar Ion Negoițescu s-a întors la Cluj, s-a materializat într-un roman epistolar, ce cuprinde scrisori schimbate de cei doi tineri datate din 1945 până în anul 1961.
Una din cele mai importante teme de discuție a fost Cercul literar de la Sibiu care până în anul 1945 a publicat o revistă de artă și literatură. Planul celor doi tineri era să continuie acest proiect sub un alt nume: Euphorion. Acest proiect însă a rămas doar la stadiul de idee.
Epistolarul dezvăluie numeroase lucruri despre viața intimă a fiecăruia: probleme financiare, sentimentale sau pur și simplu pasiuni ale lor. 
Deseori discuțiile celor doi luau aspect de dezbatere. Multe scrisori capătă chiar tente eseistice în discuțiile pe tematici culturale, ambii angajându-se în lecturi de dificultate mare – chiar și scrise în limbi străine – pentru a-și susține ideile.
Șirul epistolar ia sfârșit în 1961. Treptat, scrisorile din partea lui Radu Stanca se răresc datorită turnurii pe care o ia viața sa – având atunci familie și un post solicitant în calitate de prim-regizor al Teatrului Național din Cluj.
Volumul a apărut în anul 1978 ca urmare a efortului istoricului literar Ion Negoițescu de a aduna și a publica aceste epistole sub forma unui roman de corespondențe.

## Dramaturgie
A debutat în teatru cu comedia tragică Dona Juana, o reinterpretare a mitului lui Don Juan, căreia i-a fost acordat premiul Sburătorul pe anul 1947. 
Patru piese de teatru publicate într-un volum publicat la editura Paralela 45, intitulat Turnul Babel.
- Turnul Babel (tragedie)
- Drumul magilor (vifleem tragic)
- Povestea dulgherului și a frumoasei soții (legendă dramatică)
- Greva femeilor (comedie).

Piesele sunt reprezentative pentru teatrul de factură poematică creat de Radu Stanca, teatru ale cărui valențe scenice sunt dublate de virtutile literar-estetice pe care textul le ofera la lectură. 
Aceste caracteristici îl apropie pe autorul român de dramaturgi contemporani lui, precum Jean Giraudoux, Jean Anouilh sau Eugene O`Neill. Teatrul Național din Sibiu îi poartă numele în prezent.
Autorul piesei ambigue de generatie proletcultista (anii 1950) "Secera de aur", montata in suport radio romanesc in 1986.

## Articole teoretice, manifeste literare
Două eseuri programatice, dedicate revitalizării baladei și tragediei în epoca modernă: 
- Resurecția baladei (1945)
- Tragedia și modalitatea ei scenică în perspectiva actualității (1960).

La Sibiu, teatrul național este numit în cinstea sa, Teatrul Radu Stanca.
Evocari
O artă poetică și o poezie premonitorie. Radu Stanca (1920-1962)-Romania Literara